# 강희 21년명 장경사 동종
강희 21년명 장경사 동종((康熙 二十一年銘 長慶寺 銅鐘)은 대한민국 경기도 광주시에 있는 동종이다. 2014년 5월 9일 경기도의 유형문화재 제282호로 지정되었다.

## 참고 문헌
- 강희 21년명 장경사 동종 - 국가유산청 국가유산포털